# FC Legnago Salus
Football Club Legnago Salus, zkráceně jen Legnago je italský fotbalový klub hrající v sezóně 2024/25 ve 3. italské fotbalové lize sídlící ve městě Legnago v regionu Benátsko.

## Změny názvu klubu
- 1920/21 – 1921/22 − US Legnaghese (Unione Sportiva Legnaghese)
- 1922/23 – 1925/26 − Liberi Calciatori (Liberi Calciatori)
- 1926/27 – 1935/36 − AC Valerio Valery (Associazione Calcio Valerio Valery)
- 1936/37 − 1958/59 – AC Legnago (Associazione Calcio Legnago)
- 1959/60 − 1961/62 – US Salus Legnago (Unione Sportiva Salus Legnago)
- 1962/63 − 1963/64 – AC Isothermo Legnago (Associazione Calcio Isothermo Legnago)
- 1964/65 − 1982/83 – AC Legnago (Associazione Calcio Legnago)
- 1983/84 − 1987/88 – AC Legnago Salus (Associazione Calcio Legnago Salus)
- 1988/89 − 1992/93 – AC Riello Legnago (Associazione Calcio Riello Legnago)
- 1993/94 − 2010/11 – AC Legnago Salus (Associazione Calcio Legnago Salus)
- 2011/12 − 2019/20 – FC Legnago Salus SSD (Football Club Legnago Salus Società Sportiva Dilettantistica)
- 2020/21 – FC Legnago Salus (Football Club Legnago Salus)

## Získané trofeje

### Vyhrané domácí soutěže
- 3. italská liga (1×)

1945/46
- 4. italská liga (1×)

2022/23

## Účast v ligách
| Úroveň soutěže | Název soutěže (nynější název) | První hraná sezona | Poslední hraná sezona | celkem odehraných sezon |
| -------------- | ----------------------------- | ------------------ | --------------------- | ----------------------- |
| 3              | Serie C                       | 1946/47            | 2024/25               | 6                       |
| 4              | Serie D                       | 1930/31            | 2022/23               | 34                      |
| 5              | Eccellenza                    | 1955/56            | 2018/19               | 20                      |